# Tanz von Osman Taka

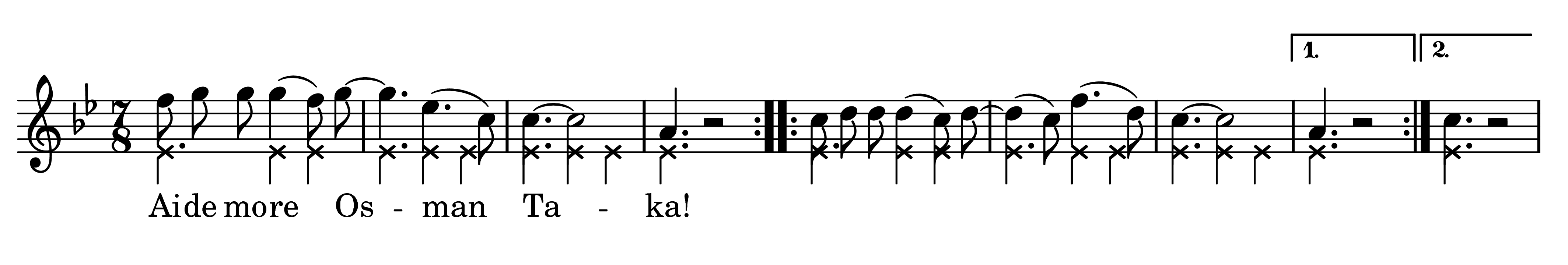
Anfangsnoten der Musik zum Tanz

Der Tanz von Osman Taka (albanisch Vallja çame e Osman Takës oder kurz Vallja Osman Taka) ist ein traditioneller Tanz der Çamen, der Albaner aus dem Epirus, der in ganz Albanien bekannt und beliebt geworden ist. Der Tanz ist nach Osman Taka, einem albanischen Çamen-Führer, welcher gegen die Osmanen gekämpft hat, benannt.

## Geschichte
Der Tanz dürfte zwar viel älter sein, doch seine greifbare Geschichte beginnt im 19. Jahrhundert mit Osman Taka. Obwohl er in eine einflussreiche und wohlhabende Familie der Kleinstadt Konispol hineingeboren wurde, ist sein frühes Leben kaum überliefert. 1848 begann er einen bewaffneten Aufstand gegen das Osmanische Reich und wurde ein Vorkämpfer des albanischen Widerstandes gegen die Osmanen (siehe auch: Rilindja). Nach Gründung der Liga von Prizren ist Taka, der zu dieser Zeit auch als Tänzer bekannt war, zum Leiter des lokalen Zweigs der Liga in Preveza ernannt worden. 1886 jedoch unterbanden die Osmanen die albanischen Unabhängigkeitsbestrebungen der Çamen in Preveza und verhafteten unter anderen auch Osman Taka.
Des Landesverrats beschuldigt, saß Taka im Gefängnis und wurde daraufhin zum Tode verurteilt. Als er nach seinem letzten Wunsch gefragt wurde, habe er tanzen wollen. Der Volksmund sagt, sein Tanz sei so eindrucksvoll gewesen, dass die örtlichen Gendarmen der Osmanischen Armee ihn nicht hingerichtet, sondern freigelassen hätten. Einige Tage später wurde er aber wieder gefangen genommen und in Konispol getötet.

## Tanz
Der Tanz beginnt als Reihentanz, bei dem sich die Tänzer stets gegenseitig an den Händen festhalten. Es gibt einen führenden Tänzer, der die Darbietung zunächst mit geschickten Schritten anführt und dabei kunstvolle Drehungen sowie Sprünge ausübt. Den Höhepunkt bildet dann die vom führenden Tänzer geformte Brücke, bei der dieser auf seine Knie fällt, seinen Rücken wölbt und seine Brust nach oben streckt. Die anderen Tänzer treten dann nacheinander auf den Bauch des Führungstänzers und tanzen auf ihm, indem sie ihre Beine anwinkeln und sie abwechselnd nach oben zu ihren ausgestreckten Armen annähern. Hierbei hält man sich ständig an den Händen, damit sich der Tänzer, welcher die Choreografie ausführt, bei den anderen Reihentänzern abstützen kann; eine kräftige Hand zur Unterstützung ist aufgrund der Gewichtsverlagerung sehr wichtig. Dies verdeutlicht zudem die Kraft, die der zentrale Führungstänzer aufbringen muss, um die mit seinem Körper geformte Brücke zu bilden, auf die die anderen Tänzer steigen.

## Verbreitung
Der Tanz ist sowohl in Albanien als auch in Griechenland primär als Osman Taka bekannt.
In Albanien findet die Pflege der Volkskultur der Çamen nach ihrer Vertreibung aus dem griechischen Teil des Epirus 1945 vor allem in Kulturensembles statt. Dort ist der Tanz wichtiger Bestandteil der çamischen Musik. Der Person Osman Taka sind auch zahlreiche Lieder aus dem albanischen Süden wie „Hajde more Osman Taka“ oder „Osman Taka o lule“ gewidmet, die häufig als musikalische Begleitung zum Tanz dienen.
Bei den Griechen heißt er Osmantákas (Οσμαντάκας) oder Samantaka und ist in der epirotischen Volkskultur vorzufinden. Sehr ähnlich sind die griechischen Tänze Arvanitiko und Tsamiko, an deren Namen der albanische Einfluss auch noch erkennbar ist.
Es wird zudem vermutet, dass dieser Tanz ein Tanz der Soulioten war.